# Îles Summer
Les îles Summer, littéralement « îles d'Été », en anglais Summer Isles, en gaélique écossais Na h-Eileanan Samhraidh, forment un petit archipel situé dans le Nord-Ouest de l'Écosse.

## Géographie
L'archipel est situé dans l'océan Atlantique, plus précisément dans The Minch à l'entrée du Loch Broom, non loin des côtes de la péninsule de Rubha Mòr des Highlands. Il est composé de quinze îles principales entourées par de nombreux petits îlots, rochers et récifs.
L'île la plus grande est Tanera Mòr, les autres îles importantes étant Tanera Beag, Priest, Eilean Dubh, Horse Island, Ristol, Eilean Mullagrach, Glas-leac Mòr, Glas-leac Beag, Bottle Island, Carn Iar, Carn Deas, Meall nan Gabhar, Eilean Fada Mòr et Eilean a’ Chàr, le tout entouré par une vingtaine de rochers et de récifs.
La plus grande baie est celle de Badentarbat formée par le plan d'eau entre les Highlands et Tanera Mòr. Le Horse Sound sépare Horse Island des Highlands. Le point culminant de l'archipel, le Meall Mòr, se situe sur Tanera Mòr et domine de ses 124 mètres d'altitude la crique appelée The Anchorage qui constitue le port naturel d'Ardnagoine et de Garadheancal.
Les îles de l'archipel possèdent quelques petits lacs qui forment des ruisseaux mais seuls ceux de Loch Ard et de Loch Allt a’ Mhuilinn situés sur Tanera Mòr possèdent un nom.
La végétation de l'archipel est uniquement formée de landes, les forêts y étant inexistantes. En revanche, la faune et la flore marine est plus importante grâce aux courants marins qui butent sur les nombreuses îles et récifs, permettant ainsi un important brassage des nutriments.

## Présence humaine
La seule île habitée, Tanera Mòr, abrite une ferme d'élevage de saumons, un café et un bureau de poste qui imprime ses propres timbres depuis 1970. L'île est reliée par bateau à Achiltibuie et à Ullapool, juste en face d'Ardnagoine et de Garadheancal, les seules localités de l'archipel reliées par un simple chemin.
Les îles sont classées Area of Outstanding Natural Beauty (ou AONB, en français zone d'exceptionnelle beauté naturelle) dans le cadre du National Scenic Area d'Assynt-Coigach.